# Tricesimo
Tricesimo (friuli nyelven Tresesin) település Olaszországban, Friuli-Venezia Giulia régióban, Udine megyében. Lakosainak száma 7593 fő (2023. január 1.). Tricesimo Cassacco, Pagnacco, Tarcento, Tavagnacco, Treppo Grande, Colloredo di Monte Albano és Reana del Rojale községekkel határos.

## Népesség
A település népességének változása:
| Lakosok száma | 7609 | 7687 | 7593 |
|               | 2017 | 2018 | 2023 |